# Нікудишко
«Нікудишко» (рос. Никчемучка) — анімаційний фільм 1977 року Творчого об'єднання художньої мультиплікації студії Київнаукфільм, режисер — Леонід Зарубін.

## Сюжет
Більченя знайшло ножиці і повідрізало сонця промінчики.Серед літа раптом настала зима. Звірятка опинилися в біді, але солом'яний хлопчик віддав усі свої соломинки сонечку, і знову стало тепло.

## Над мультфільмом працювали
- Автор сценарію: Наталія Абрамова
- Режисер: Леонід Зарубін
- Художник-постановник: Наталія Горбунова
- Композитор: Мирослав Скорик
- Оператор: Тамара Федяніна
- Звукооператор: Ігор Погон
- Ляльковоли: Елеонора Лисицька, Жан Таран, А. Трифонов
- Ляльки та декорації виготовили: Я. Горбаченко, Вадим Гагхун, Анатолій Радченко, Р. Прищепа, Є. Юмашев, В. Яковенко
- Редактор: Світлана Куценко
- Директори картини: Є. Сонцева, А. Трояновський